# Rubroboletus
Rubroboletus is een geslacht van schimmels behorend tot de familie Boletaceae. De typesoort is Rubroboletus sinicus.

## Soorten
Volgens de Index Fungorum bestaat het geslacht uit 15 soorten (peildatum augustus 2023):
| Soortnaam                                    | Auteur(s)                                               | Publicatiejaar |
| -------------------------------------------- | ------------------------------------------------------- | -------------- |
| Rubroboletus demonensis                      | Vasquez, Simonini, Svetash., Mikšík & Vizzini           | 2017           |
| Rubroboletus dupainii                        | (Boud.) Kuan Zhao & Zhu L. Yang                         | 2014           |
| Rubroboletus eastwoodiae                     | (Murrill) Vasquez, Simonini, Svetash., Mikšík & Vizzini | 2017           |
| Rubroboletus esculentus                      | Kuan Zhao, H.M. Shao & Zhu L. Yang                      | 2017           |
| Rubroboletus haematinus                      | (Halling) D. Arora & J.L. Frank                         | 2015           |
| Rubroboletus latisporus                      | Kuan Zhao & Zhu L. Yang                                 | 2014           |
| Rubroboletus legaliae (Fraaie roodnetboleet) | (Pilát & Dermek) Della Magg. & Trassin.                 | 2015           |
| Rubroboletus lupinus (Wolfsboleet)           | (Fr.) Costanzo, Gelardi, Simonini & Vizzini             | 2015           |
| Rubroboletus pulcherrimus                    | (Thiers & Halling) D. Arora, N. Siegel & J.L. Frank     | 2015           |
| Rubroboletus pulchrotinctus                  | (Alessio) Kuan Zhao & Zhu L. Yang                       | 2014           |
| Rubroboletus rhodosanguineus                 | (Both) Kuan Zhao & Zhu L. Yang                          | 2014           |
| Rubroboletus rhodoxanthus (Roodnetboleet)    | (Krombh.) Kuan Zhao & Zhu L. Yang                       | 2014           |
| Rubroboletus rubrosanguineus                 | (Cheype) Kuan Zhao & Zhu L. Yang                        | 2014           |
| Rubroboletus satanas (Rubroboletus satanas)  | (Lenz) Kuan Zhao & Zhu L. Yang                          | 2014           |
| Rubroboletus sinicus                         | (W.F. Chiu) Kuan Zhao & Zhu L. Yang                     | 2014           |